# Кайл Гіберт
Кайл Гіберт (англ. Kyle Hiebert; нар. 30 липня 1997, Вінніпег) — канадський футболіст, захисник клубу MLS «Сент-Луїс Сіті» та національної збірної Канади.

## Клубна кар'єра
Кайл Гіберт народився 1997 року в місті Вінніпег. У 2015—2021 роках Гіберт грав за студентську команду «Міссурі Стейт Берз». У 2022 році футболіст грав за другу команду клубу «Сент-Луїс Сіті», а з 2023 року грає в MLS за головну команду клубу «Сент-Луїс Сіті».

## Виступи за збірну
У 2023 році Кайл Гіберт дебютував у складі національної збірної Канади. У складі збірної був учасником розіграшу Кубка Америки 2024 року у США. Станом на листопад 2024 року зіграв у складі збірної 2 матчі, в яких забитими м'ячами не відзначився.